# Teheivarii Ludivion
Teheivarii Ludivion (Papeete, 1 de julho de 1989) é um futebolista taitiano que atua como zagueiro. Atualmente joga pelo AS Tefana e defende a Seleção Taitiana de Futebol.

## Estatísticas
| Taiti | Taiti | Taiti |
| Ano   | Jogos | Gols  |
| ----- | ----- | ----- |
| 2010  | 3     | 0     |
| 2011  | 6     | 1     |
| 2012  | 7     | 0     |
| Total | 16    | 1     |

## Gols internacionais
| # | Data                  | Estádio                | Oponente | Gol | Placar |
| - | --------------------- | ---------------------- | -------- | --- | ------ |
| 1 | 3 de setembro de 2011 | Estádio Boewa, Boulari | Kiribati | 9–1 | 17–1   |